# König (Wuppertal)
König ist eine Ortslage im Wohnquartier Beek im Wuppertaler Stadtbezirk Uellendahl-Katernberg.

## Lage und Beschreibung
Die Ortslage liegt an der Pahlkestraße und ist umgeben von den Ortslagen Theisbruch, Katernberg, Am Hagen, Häuschen, Beek, Bergerheide, Frankholz (Beek), Frankholz (Varresbeck) und Frankholzhäuschen.

## Geschichte
König wurde nicht vor 1830 erwähnt und war vermutlich ein Abspliss von dem Werdener Hof Katernberg. Der Ort ist auf der Topographischen Aufnahme der Rheinlande von 1824 als Schonberge und auf der Preußischen Uraufnahme von 1843  unbeschriftet eingezeichnet.
Die Hofschaft lag an der Grenze der 1867 von der Bürgermeisterei Haan abgespalteten Bürgermeisterei Sonnborn, die 1888 unter Gebietsabtretungen an die Stadt Elberfeld in Vohwinkel umbenannt wurde, zu der Dorper Rotte in der Oberbürgermeisterei Elberfeld. Im Gemeindelexikon für die Provinz Rheinland von 1888 wird ein Wohnhaus mit 20 Einwohnern angegeben. Mit der Kommunalreform von 1929 wurde die Stadt Vohwinkel mit König in die neu gegründete Stadt Wuppertal eingemeindet.